# Alice (gruppo musicale)
Le Alice (앨리스?), precedentemente conosciute come Elris (엘리스?), sono state un gruppo musicale sudcoreano formatosi a Seongnam nel 2017. Il gruppo ha debuttato il 1º giugno 2017 con l'EP We, first.
L'11 aprile 2022 è stato annunciato che il gruppo avrebbe cambiato nome da "Elris" a "Alice".
Il 13 Maggio 2024 hanno pubblicato il loro ultimo singolo "Milky Way" prima di sciogliersi ufficialmente

## Storia

### Prima del debutto
Prima del debutto del gruppo, Kim So-hee e Min Ka-rin erano concorrenti del reality show K-pop Star 6.
Nel 2018 Chaejeong aveva partecipato a Produce 48.

### 2017-2019: debutto conWe, First,Color CrusheSummer Dream
Il 1º giugno 2017, le Elris pubblicano il loro primo EP, We, first, contenente cinque brani.
Il 13 settembre 2017 pubblicano il loro secondo EP, Color Crush, trainato dal brano principale "Pow Pow".
Il 28 giugno 2018 le Elris pubblicano il loro terzo EP, intitolato Summer Dream.
Il 12 novembre 2019 le Elris pubblicano il singolo digital "Miss U".

### 2020–2023:Jackpot, trasferimento nella IOK Company e cambio di nome in Alice
Il 12 febbraio 2020 Hunus Entertainment annuncia che due nuovi membri si sarebbero aggiunti al gruppo, EJ e Chaejeong. Il gruppo pubblica il suo quarto EP Jackpot, con il brano apripista eponimo, che è stata la prima pubblicazione come gruppo di sette membri.
Il 1º dicembre 2021 è stato annunciato che le Elris sarebbero state trasferite nella IOK Company, etichetta fondata dal rapper B.I.
Il 11 aprile 2022 sugli account ufficiali del gruppo è stato pubblicato un video teaser che annuncia il cambio di nome del gruppo in "Alice". Inoltre, Hyeseong avrebbe cambiato il suo nome d'arte in Yeonje, mentre Bella avrebbe cambiato il suo in Do-A. Il gruppo ha fatto il suo primo ritorno come gruppo dopo più di due anni con il singolo "Power of Love".
Il 27 ottobre 2022 è uscito il singolo "Dance On".
Il 19 Aprile 2023 hanno pubblicato il singolo "Show Down".
2024: Scioglimento
Il gruppo si è sciolto dopo che tutti i membri eccetto EJ e Chaejeong hanno lasciato l'agenzia e il gruppo.

## Formazione
- EJ (에이제이) – (2020-presente)
- Do-A (도아) – (2017-2024)
- Chaejeong (채정) – Leader (2020-presente)
- Yeonje (연제) – (2017-2024)
- Yukyung (유경) – (2017-2024)
- Sohee (소희) – (2017-2024)
- Karin (키린) – (2017-2024)

## Discografia

### EP
- 2017 – We, first
- 2017 – Color Crush
- 2018 – Summer Dream
- 2020 – Jackpot

### Singoli
- 2019 – Miss U
- 2022 – Power of Love
- 2022 – Dance On
- 2023 – Show Down
- 2024 – Milky Way

### Colonne sonore
- 2019 – Cotton Candy (per I Hate You Juliet)

## Riconoscimenti
- Korean Entertainment Arts Award
  - 2018 – Best Rookie Group (donne)